# Veo7
Veo 7 (anteriorment anomenada Veo Televisión) és una cadena espanyola d'ámbit estatal i en obert, que emet a través de la televisió digital terrestre. És una de les dues cadenes del grup Veo Televisión S. A., propietat d'Unidad Editorial. El 2002 fou una de les dues cadenes d'àmbit estatal creades específicament per a la televisió digital terrestre a Espanya, amb una llicència adjudicada simultàniament a la de Net TV.

## Història

### Primeres emissions
Les emissions de Veo TV varen començar al juny de 2002 amb la reemissió d'Expansión TV, canal del mateix grup. Quan aquesta va cessar les emissions al maig de 2005 va començar a emetre programes antics de la mateixa fins que va néixer el canal Intereconomía TV, el qual va substituir.

### Rellançament de la TDT (2005)
El novembre de 2005, durant la fase de rellançament de la TDT a Espanya, disposa de dos canals en emissió ambdós pel múltiplex del canal 66, amb cobertura estatal i sense possibilitat de desconnexions territorials. El primer, denominat directament Veo, comença en aquesta fase les seves emissions en horari de tard amb quatre programes: Escuela de Cocina Telva, Fórmula Marca, El Mundo en Portada i Conciertos Fundación Guerrero, a part d'una telebotiga. El 10 de maig del 2006 va ampliar l'emissió regular a dotze hores de programació, incorporant els primers serveis informatius nascuts expressament per a la TDT a Espanya, a més de programes com a Escuela de Talento, Aurum presenta, Arait presenta, En la cocina, la novela Ka Ina...

### Temporada 2006-2007
L'11 de setembre de 2006, Veo Televisión va estrenar nous continguts, que acompanyaven als ja habituals del canal, arribant a les setze hores diàries d'emissió. Informació, actualitat, esports, cinema, música, sèries i motor, entre d'altres, compondran la seva nova temporada. Un dels protagonistes d'ella serà el cinema perquè, a més dels Grandes clásicos, la Filmoteca VO i els "thrillers" d'Aurum presenta, també hi haurà el millor cinema de terror en La noche fantástica Filmax i d'aventures amb Ciclo de ciencia ficción. Quant a la programació infantil, aquesta aproparà als teleespectadors als divertits personatges d'Hit Kids, programa diari d'entreteniment, i els monstres destructors de Ciclo Gamera, que, junt amb l'anime de Jester el aventurero i Card Captor Sakura, centraran aquesta programació per als més petits. D'altra banda, Veo continua apostant per Canal Ocio, que ofereix totes les novetats del sector dels videojocs i les pel·lícules, així com per la sèrie de divulgació científica més reconeguda a Europa: Didavisión. A més, s'incorporen a la seva graella Turbo, programa d'actualitat del món del motor, i Outdoor Workout, la manera més còmoda i eficaç de posar-se en forma cada matí. I en aquesta nova temporada tampoc no podien faltar els documentals com Voces anónimas (anècdotes i històries reals amb misteri) i els relatius als viatges.
El segon canal rep la denominació de Sony Entertainment Television en Veo. En la seva primera fase, en el primer semestre de 2006, el canal va emetre el senyal d'Intereconomia TV. Després de l'acord amb Sony, el 12 de juny del 2006 passa a transmetre els continguts de Sony Entertainment Television amb una programació basada en sèries de ficció; emetent multileguaje en les seves dues pistes d'àudio amb subtítols opcionals en castellà.

### Temporada 2007-2008
El 4 de febrer de 2008, Veo Televisión es trasllada a un nou estudi a Torrejón de Ardoz. Aquest estudi té més de 2.400 metres quadrats d'instal·lacions. Amb aquest pas, s'evita el problema de la divisió de la redacció i els estudis a diferents llocs que hi havia quan l'empresa estava a Madrid. Aquest mateix dia, el canal va estrenar nova imatge i plató en els seus informatius anomenats Las Noticias de Veo (que van passar a tenir una emissió al migdia, a part de la del vespre), i en els programes Fórmula Marca i El Mundo en portada. A més, el canal estrenà novetats en la seva programació com la sitcom Casa Vianello, la telenovel·la juvenil Media falta, Wacky TV i Victor English.

### Temporada 2008-2009
L'1 de setembre de 2008, Veo canvia el seu logotip i la seva imatge corporativa que mantenia des del naixement del canal. A més, els programes estrella del canal inclouen Veo en el nom del programa: El Mundo en Portada es reanomenà Veo El Mundo; Las Noticias de Veo, Veo Noticias; i els programes esportius Fórmula Marca i Plusmarca, unifiquen els seus noms passant-se a anomenar Veo Marca. Apareixen, també, nous programes: Veo la diferencia, Veo Opina (debats), Veo Expansión (economia), Veo Fútbol (esportiu) i Veo Cine (cinema).
El 12 de gener de 2009, Veo modifica nom i logotip afegint-li un 7, i passant-se a denominar Veo7, amb l'objectiu que els espectadors col·loquin el canal al dial 7 del comandament a distància. Amb aquest canvi, el canal elimina les versions de tarda de Veo Noticias i Veo Marca, i més tard, adquireix l'exitosa sèrie d'ETB Mi querido Klikowsky.
El 20 de febrer de 2009, Veo7 adquireix l'emissió del programa La hora de Federico, del polèmic locutor de la COPE i un dels propietaris de Libertad Digital. El programa va substituir Veo la diferencia, que s'emetia els divendres a la nit.
El dia 13 d'abril de 2009, Veo reforma de nou la seva programació, afegint-hi l'exitos sèrie americana Ley y orden, que fins llavors era propietat a Espanya de TVE i Calle 13. Juntament amb aquesta estrena, Veo Noticias va passar a anomenar-se 7 Noticias, dins de la campanya iniciada a principis d'any per associar Veo al 7. El programa de notícies es reestructurà en dues emissions, una a les 19:00 en format avanç d'uns 20 minuts, i a les 21:30, abans de Veo El Mundo. A més, s'elimina la versió informativa nocturna de Veo Marca, quedant-ne només l'edició de tarda.
El 29 d'abril s'estrena Investigación al descubierto, que s'emeté les nits del dimecres, i que va comptar amb l'emissió de 13 documentals sobre ETA i posteriorment, l'emissió de 50 documentals del canal anglès Channel 4. El programa va ser presentat pel director del canal, Melchor Miralles.
El dissabte 4 de juliol de 2009, Veo7 va emetre el programa 12 horas sin piedad, en què se superà un Rècord Guinness, en realitzar l'entrevista més llarga de l'artista, humorista, escriptor i presentador Pedro Ruiz, amb 12 hores seguides responent a diferents entrevistadors. A més, el programa va batre els rècords d'audiència del canal, amb una mitjana del 2,2% a la TDT i 176.800 persones de mitjana (1.906.000 d'audiència acumulada). El canal va tenir una audiència diària total de l'1,91%.
També van començar a emetre el programa Grandes Conciertos els dissabtes a les 10:30 i Grandes Óperas els diumenges a les 10:30. Més tard, van eliminar aquests dos programes de la graella de Veo TV. La seva última òpera va ser Don Giovanni de Mozart.

### Temporada 2009-2010
L'inici de la temporada 2009-2010 va ser el 14 de setembre de 2009, amb les estrenes de Fórmula Marca, Veo Marca en la seva edició matinal, La vuelta al mundo, amb John Müller, programa estrella de la cadena, Mucho Cuesta en les matinades, i Veo la democracia per als diumenges. A més aquestes novetats van incloure ampliar la durada de Veo Marca i 7 Noticias.
Pocs dies després de l'inici d'emissions de La vuelta al mundo, John Müller va deixar de presentar l'espai, a causa de no estar d'acord amb el canvi de director, que passaria a ser Paco Jiménez, fins llavors editor. Des d'aleshores el va substituir Carlos Cuesta, que va deixar de produir Mucho Cuesta, i va allargar el programa fins a la una de la matinada.
El 25 d'octubre de 2009, es va anunciar l'acord entre Unidad Editorial i Libertad Digital, per a l'emissió de la tertúlia de Federico Jiménez Losantos en el seu programa matinal de esRadio anomenat Es la mañana de Federico, que també emetia en directe Libertad Digital TV.
El 3 de desembre, la Lliga Nacional de Futbol Sala i Veo Televisión S.A. van arribar a un acord per a l'emissió cada dissabte, a les 16:30, d'un partit d'aquesta lliga. L'acord, a més, va incloure el patrocini per part de Marca, del mateix grup, del nom de la lliga.
Des del divendres 30 d'abril de 2010, la cadena va passar a emetre en format panoràmic (16:9).
En qualsevol cas, els baixos resultats d'audiència i les dificultats de gestió propicien la sortida de Melchor Miralles com a director general de la cadena.

### Temporada 2010-2011
L'inici de la temporada 2010-2011 va ser el 30 d'agost de 2010, amb la modificació de la seva imatge corporativa, que integraria en ella el símbol d'identitat d'Unitat Editorial. Així mateix, Ernesto Sáenz de Buruaga, Carlos Cuesta, Luis Herrero, Fermín Bocos (substituït al gener de 2011 per Miguel Ángel Rodríguez i el mateix Pedro J. Ramírez comencen a alternar-se diàriament en la presentació del programa de debat polític La vuelta al mundo.
El 28 de setembre de 2010, l'Associació de la Premsa de Madrid publicà un comunicat enviat pel comitè d'empresa del diari “El Mundo” en el qual denunciava que la direcció del periòdic havia actuat “de manera il·legal i, sense parlar amb el comitè, obligant la plantilla a treballar per a una altra empresa (Veo 7) i, a més, gratis”. Segons assenyalava la nota, el comitè “ha rebut queixes de la redacció a Madrid i de diverses delegacions, perquè alguns caps obliguen fotògrafs i redactors a fer un treball extra per a Veo 7 a més del qual realitzen per a ‘El Mundo’, Elmundo.es i, en el seu cas, ‘El Mundo’ en Orbyt”. La mateixa font afegia que “algunes persones s'han negat i han estat cridades a un despatx per a dir-los que han de fer aquestes noves tasques”.
Al gener de 2011, es van produir els fitxatges de les conegudes presentadores Silvia Jato i Ivonne Reyes per a presentar els concursos Trivial Pursuit i Tensión sin límite. Per la seva part, el periodista Casimiro García Abadillo comença a presentar el programa d'entrevistes En confianza.
Al març de 2011, s'estrenà la sèrie Aquí me las den todas, amb Marisa Porcel i Pepe Ruiz, que és la seqüela de Escenas de matrimonio. També es va emetre la primera temporada del programa Noche Sensacional, amb Mar Saura i Andoni Ferreño.
L'any 2011 es va produir també un canvi de freqüència en el canal amb motiu de la regulació europea que intentava alliberar les freqüències més enllà de la 60 perquè fos ocupada per operadors mòbils.
La cadena va retransmetre el Giro d'Itàlia 2011.

### Cessament temporal de les emissions de Veo7
Durant el mes de maig de 2011, es va especular que Veo7 cessaria les seves emissions tard o d'hora. El rumor va sorgir quan es va filtrar que RCS MediaGroup havia ordenat el conseller delegat d'Unidad Editorial, Antonio Fernández-Galiano, el tancament immediat i la posterior venda de la cadena. No obstant això, des del grup editor d'El Mundo i Marca, entre altres publicacions, es van afanyar a desmentir aquestes informacions. De totes maneres, els rumors van continuar a causa de les baixes audiències des dels seus inicis i per la notícia que Veo7 prescindiria de 70 treballadors i emetria el seu últim informatiu el divendres 27 de maig a les 21:00 hores. Així, es van reduir les hores d'emissió de producció pròpia, encara que van continuar amb la retransmissió del Giro d'Itàlia, La vuelta a El Mundo i En Confianza, segons va anunciar dies enrere la direcció de la companyia.
Setmanes després, l'1 de juny, diversos portals van anunciar que Veo7 tancaria definitivament el 30 de juny de 2011, ja que RCS MediaGroup, el grup italià que controlava Unidad Editorial, va decidir cessar les seves emissions davant la crisi publicitària i la falta d'audiència. El mateix dia, el director d'El Mundo, Pedro J. Ramírez, va confirmar a través del seu compte de Twitter la reestructuració que sofriria a partir de la següent temporada la cadena de televisió Veo7. Finalment, l'1 de juliol de 2011, a les 21:40, el canal Veo7 va cessar les seves emissions. De seguida, van començar les emissions del canal de telebotiga Ehs.tv sota la identitat de Teletienda en l'espai que va deixar lliure Veo7.

### Temporada 2011-2012 i cessament d'emissions
Després del cessament d'emissions, diversos mitjans digitals van anunciar a l'agost de 2011 la intenció del canal de tornar a les seves emissions el mes de setembre encara que amb canvi de nom i de programació. Aquesta notícia va ser confirmada pel periodista Carlos Cuesta mitjançant el seu compte en la xarxa social Twitter i així va ser, Veo7 va tornar a la televisió espanyola el 12 de setembre de 2011, a les 20:30 hores, amb nova imatge corporativa i sota el nom de Veo Televisió després de dos mesos d'emissió ininterrompuda de telebotiga. Les primeres reemisiones del canal van començar tal dia i tal hora amb la sèrie Distrito de Policía i amb el programa Con el mundo a cuestas (posteriorment Una mirada a El Mundo), debat polític presentat per Carlos Cuesta. Des de l'inici de les seves reemissions, va emetre de dilluns a dijous durant quatre hores diàries de manera provisional (de dilluns a dijous durant 20 hores diàries i de divendres a diumenge durant tot el dia, continuaria emetent la telebotiga d'Ehs.tv).
El dimarts 13 de setembre de 2011, a les 10:00 hores del matí, es va donar a conèixer simultàniament en Madrid i Londres l'acord signat entre Unidad Editorial i Discovery Networks per a cobrir la gran majoria de les franges de la seva programació diària, en les quals s'oferien sèries d'entreteniment de no ficció, ja que Unidad Editorial va gestionar de dilluns a dijous una franja amb l'emissió d'Una mirada a El Mundo des del 12 de gener de 2012 fins al 12 de juliol de 2012, dia en què Discovery MAX va passar a emetre la seva programació íntegrament. Gràcies a aquest acord, que va realitzar canvis profunds en la programació de Veo Televisió, el canal tindria continguts premium i de gran qualitat. El canal oferiria sèries d'entreteniment de no ficció i seria complementari a l'extens catàleg internacional de canals que posseia Discovery Networks en la televisió de pagament.
El dijous 20 d'octubre de 2011 es va donar a conèixer el nom i els continguts de Discovery Max, el canal de Discovery Networks que ocupa la freqüència de Veo Televisió des de l'1 de gener de 2012. El canal, que va començar les seves emissions oficials el 12 de gener de 2012, inclouria continguts dels 13 canals que Discovery Networks distribueix als Estats Units i dels 24 canals que distribueix a tot el món. L'oferta de continguts seria diferent de la de Discovery Channel en Espanya. Un mes després d'anunciar el nom del canal, es va revelar que Unidad Editorial havia acordat cedir la publicitat de Veo Televisió al Grup Discovery Communications a canvi que la cadena internacional dotés de continguts al senyal i abonés un royalty.

### Tornada de les emissions al 2025
El 15 de juny de 2025, Unitat Editorial va anunciar que el canal tornaria sota el nom de Veo 7 en substitució de Gol Play en la TDT, és a dir, en l'altra freqüència que posseeix Unitat Editorial, ja que en la que va emetre entre 2005 i 2012 continuaria l'emissió de DMAX.
El 30 de juny de 2025, dotze dies després de tornar com a canal temàtic, Unitat Editorial va donar a conèixer que el canal ampliaria la seva oferta des de la tardor de 2025. Així, hi afegiria magazins centrats en l'actualitat política i esportiva.
El 31 de juliol de 2025, l'operador Vodafone TV va incorporar el canal a la seva oferta en el dial 166, de manera que va esdevenir el primer operador nacional a oferir-lo. Quatre dies després, Orange TV va fer el mateix, en el seu cas, a través del dial 33.